# Veliki Žitnik
Veliki Žitnik falu Horvátországban Lika-Zengg megyében. Közigazgatásilag Gospićhoz tartozik.

## Fekvése
Gospićtól légvonalban 6 km-re, közúton 7 km-re északnyugatra a Likai-mező északnyugati részén fekszik.

## Története
A középkorban Dupčani falu feküdt ezen a területen. A korabeli források szerint a Jakovčić, Glavinić és Zrčić családok éltek itt. A török 1527-ben foglalta el a falut, mely csak a 17. század végére szabadult fel uralmuk alól. A török kiűzése után bunyevácok települtek erre a vidékre. 1857-ben 245, 1910-ben 234 lakosa volt. A trianoni békeszerződés előtt Lika-Korbava vármegye Perušići járásához tartozott. Ezt követően előbb a Szerb-Horvát-Szlovén Királyság, majd Jugoszlávia része lett. 1991-ben lakosságának 98 százaléka horvát nemzetiségű volt. A falunak 2011-ben 47 lakosa volt.

## Lakosság
| Lakosság változása | Lakosság változása | Lakosság változása | Lakosság változása | Lakosság változása | Lakosság változása | Lakosság változása | Lakosság változása | Lakosság változása | Lakosság változása | Lakosság változása | Lakosság változása | Lakosság változása | Lakosság változása | Lakosság változása | Lakosság változása |
| ------------------ | ------------------ | ------------------ | ------------------ | ------------------ | ------------------ | ------------------ | ------------------ | ------------------ | ------------------ | ------------------ | ------------------ | ------------------ | ------------------ | ------------------ | ------------------ |
| 1857               | 1869               | 1880               | 1890               | 1900               | 1910               | 1921               | 1931               | 1948               | 1953               | 1961               | 1971               | 1981               | 1991               | 2001               | 2011               |
| 245                | 0                  | 0                  | 325                | 323                | 234                | 273                | 307                | 333                | 315                | 286                | 236                | 146                | 115                | 74                 | 47                 |

## Nevezetességei
- Ante Starčević emlékháza 1998-ban épült egykori szülőháza helyén. Az emlékház a likai házak stílusában épült. Alsó része faragott likai szürke kőből készült, itt emléktárgyakat árusító üzlet található. A ház felső részén két szoba van, melyeket egy előszobából lehet megközelíteni. Az egyik hagyományos fából faragott likai bútorokkal van berendezve, míg a másik Starčević egykori dolgozószobájának mintájára készült 19. századi íróasztallal, székekkel és egy üveges szekrénnyel amelyen Starčević összegyűjtött használati tárgyai láthatók. A ház mellett álló szobrát 2006-ban Petar Dolic akadémiai szobrászművész alkotta.
- Szent Anna tiszteletére szentelt kápolnája.

## Híres emberek
- Itt született 1823. május 23-án Ante Starčević horvát politikus, író és publicista, „a haza atyja”, a modern horvát állam eszméjének megalapozója.
- Itt született 1784. április 8-án Šime Starčević horvát pap és nyelvész, a horvát nyelvi megújhodás előfutára. Ante Starčević nagybátyja és első tanítója.